# دالیا سیلم
 دالیا سیلم (انگلیسی: Dahlia Salem؛ زادهٔ ۲۱ نوامبر ۱۹۷۱) یک هنرپیشه اهل ایالات متحده آمریکا است.